# Abú Firás al-Hamdání
Abú Firás al-Hamdání (932, Mosul – 968, Homs) byl arabský princ a básník pocházející ze Sýrie. Celý život žil v Aleppu. Proslavil se tím, že se účastnil válek proti Byzanci. Snažil se také o spojení tradiční poezie s novými proudy. Složil několik druhů poezie. Poezií se zabýval až od dospělosti až do své smrti. Zemřel v bitvě při pokusu sesadit emíra Sayfa al-Dawla.